# كأس السوبر الإفريقي 2005
كأس السوبر الأفريقي 2005 هي النسخة الثالثة عشر من مسابقة كأس السوبر الأفريقي، وهي مباراة سنوية تجمع بين الفائز بدوري أبطال أفريقيا والفائز بكأس الاتحاد الكونفدرالي الأفريقي لكرة القدم، وقد أحرز اللقب إنييمبا للمرة الثانية على التوالي، وذلك في المبارة التي جرت على أرضه ضد هارتس أوف أوك الغاني. تحقق الانتصار بعد الوقت الإضافي 2 ـ 0.

## الفرق
انيمبا الفائز بدوري أبطال أفريقيا
 هيرتس أوف أوك الفائز بكأس الكونفدرالية

## النتيجة النهائية
انيمبا (2-0)  هيرتس أوف أوك

## الفائز بالبطولة
إنييمبا (اللقب الثاني)